# 名張警察署
名張警察署（なばりけいさつしょ）は、三重県警察が管轄する警察署の一つである。

## 所在地
- 三重県名張市蔵持町芝出837-3

## 管轄区域
- 名張市の全区域
- 伊賀市のうち、比土（一般国道百六十五号以南の区域に限る。）、阿保、青山羽根、伊勢路、老川、岡田、奥鹿野、柏尾、勝地、川上、川上一丁目、川上二丁目、川上三丁目、北山、桐ケ丘一丁目、桐ケ丘二丁目、桐ケ丘三丁目、桐ケ丘四丁目、桐ケ丘五丁目、桐ケ丘六丁目、桐ケ丘七丁目、桐ケ丘八丁目、霧生、腰山、下川原、高尾、瀧、種生、寺脇、福川、別府、妙楽地及び諸木の区域

## 沿革
- 1948年（昭和23年）3月：警察法施行により、国家地方警察名賀地区警察署が発足。
- 1954年（昭和29年）7月：名賀地区警察署を廃止、三重県名張警察署が発足。

## 組織
- 会計課
  - 会計係
- 警務課
  - 警務係
  - 安全相談・被害者支援係
- 留置管理課
  - 留置管理係
- 生活安全課
  - 生活安全係
  - 少年係
  - 捜査係
- 地域課
  - 企画指導係
  - 事件指導・教養係
  - 地域係
  - 通信指令係
- 刑事課
  - 捜査庶務係
  - 捜査第一係
  - 捜査第二係
  - 鑑識係
- 交通課
  - 交通総務・規制係
  - 交通指導係
  - 交通捜査係
- 警備課
  - 警備係

## 交番
- 桔梗が丘交番（名張市桔梗が丘1番町1街区）
- 名張駅前交番（名張市平尾）
- つつじが丘交番（名張市つつじが丘北5番町）
- 青山駅前交番（伊賀市阿保）

## 警察官駐在所
- 錦生警察官駐在所（名張市安部田）
- 赤目警察官駐在所（名張市赤目町檀）

### 廃止された警察官駐在所
- 箕曲警察官駐在所（名張市夏見、2007年4月1日廃止）